# おサイフケータイ
おサイフケータイは、携帯電話に埋め込まれたFeliCaチップ（ICチップ）を用いた、非接触型の少額決済サービス、およびこのサービスに対応したモバイルFeliCa ICチップ等を内蔵した携帯電話等の総称。
日本におけるモバイル決済システムの先駆けであり、2004年から始まり長きに渡り国内メーカーのモバイル端末に多く搭載されているにもかかわらず利用率・普及率は低く、2019年のアンケートでも利用率は6％となっている。2015年秋に東大の学生にアンケートでは「おサイフケータイ」をまったく使わないと答えた者が96%だった。2016年にiPhoneにFeliCaが搭載されて以降も依然として低調を維持している。QR決済元年となった2019年には一年で利用率で抜かれている。2024年7月10日で20周年を迎えた。
お「サイフ」とは称するが必ずしも電子決済に限定されず、その用途は後述のとおり多岐にわたる。おサイフケータイは英語に直訳すると「Wallet Mobile」で、雑誌などで一部「お財布 - 」「オサイフ - 」などといった誤記が見られるが、正式な商標・サービス名称の表記は「おサイフケータイ」である。

## 概要
システムの開発を行ったNTTドコモ（以下ドコモ）の登録商標（日本第4825451号ほか、全7件）であるが、携帯電話による決済インフラ自体の普及を優先させるため、囲い込みを行わず他社にもシステムや商標権がライセンスされ、ドコモ、KDDI、ソフトバンク、楽天モバイルの4通信事業者ともこの「おサイフケータイ」の名称を使用している。このため、他キャリアの紹介カタログやウェブページでは、脚注に「『おサイフケータイ』は株式会社NTTドコモの登録商標です」という記述がある。
「おサイフケータイ」で提供されるサービスは、楽天Edyをはじめとした電子マネー、各種会員証、量販店のポイントカード、鉄道やバス・旅客機の乗車券（乗車カード）・航空券、クレジットカード（eLIO、終了）としての利用など多岐にわたる。
2007年（平成19年）当時、非接触IC内蔵の携帯電話が市場商品化されているのは日本だけであったが、NTTドコモはNear Field Communication (NFC) Forumに参加して国際標準化に向けて活動している。その後2016年にiPhoneに搭載された。

### Apple Payとの関係
iPhoneでは、2016年発売のiPhone 7 / iPhone 7 Plus / Apple Watch Series 2でNFC-Fにも対応したチップを搭載し、Apple PayにFeliCaを取り扱うための機能が追加され、これにより2016年10月から日本でApple Payが利用できるようになった。
これは、従来のように読み書きと処理のすべてをFeliCaチップに任せ、SIMにセキュアエレメント（SE、後述）を併用するSIM方式ではなく、読み書きは汎用のICカードリーダーライタチップを使い、処理はOSに組み込まれたソフトウエアに任せて、端末自体にSEを搭載する「eSE方式」を採用している。また、カード情報の機密化（暗号化ではない）にトークナイゼーションを使用している。そのため機能要素的には従来仕様のおサイフケータイとは異なるが、非接触決済の見た目は近似している。

### Google Pay との関係
また、日本向け仕様のAndroid端末のうち、Android 5.0以降のOSおよびおサイフケータイ機能を搭載するものを使用して、2016年12月から日本でAndroid Pay（現在のGoogle Pay）が利用できるようになった。これは端末自体にFelica SEを搭載し おサイフケータイと同様の機能を実現するもので、基本的にはGoogle Payアプリはおサイフケータイのフロントエンド的役割となっている。カード情報の機密化（暗号化ではない）にトークナイゼーションを使用するのはApple Payと同様である。
なお、Google Pay以降は従来のFeliCaチップを利用したおサイフケータイアプリとは異なり、Apple Payと同様に汎用のICカードリーダーライタチップとソフトウェア処理を利用した決済サービス（例としてGoogle Pay Suica、Google Pay iD、Google Pay QUICPay(+)など）も提供されるようになった。ただセキュアエレメントはApple PayではCPUチップ内の専用領域に存在するが、Google Payでは通常のROM上に存在する点が、Apple Payとは異なる。

### 2018年以前に発売された機種一部サポート終了
2025年3月をめどに、2018年以前に発売された「おサイフケータイ」対応Androidスマートフォン／フィーチャーフォン（ガラホ）のサポートを打ち切る。サポート終了後もプラスチックカード相当の機能は利用可能だが、通信が必要なオンライン手続きが行えなくなる。

#### スマートフォン
対象機種はこちら。

#### 4GLTEケータイ（ガラホ、フィーチャーフォン）
Androidをベースにしている4GLTEケータイ(フィーチャーフォン,ガラホ)では、今回のサポート終了をもってほとんどの機種がサポート終了となる。
- au：おサイフケータイ対応機種の全てがサポート終了。利用不可へ。
- docomo：P-smart ケータイ P-01J、AQUOS ケータイ SH-01J、arrows ケータイ F-03L、AQUOS ケータイ SH-02Lの4機種以外がサポート終了。

※ソフトバンクはおサイフケータイ対応4GLTEケータイを発売していない。

## 特徴
携帯電話本体のバッテリーからの電源供給によって動作し、携帯電話そのものを専用アプリを通じてFeliCaのUIとして利用することができる。さらに、ネットワークに接続したリーダー／ライター機能も内蔵しているため単独でFeliCaの読み書きができるだけでなく、他のカード・携帯機器等のFeliCaチップとのデータ交換も可能である。また、多数のサービスを1台の携帯電話で利用することが可能である。

## 種類

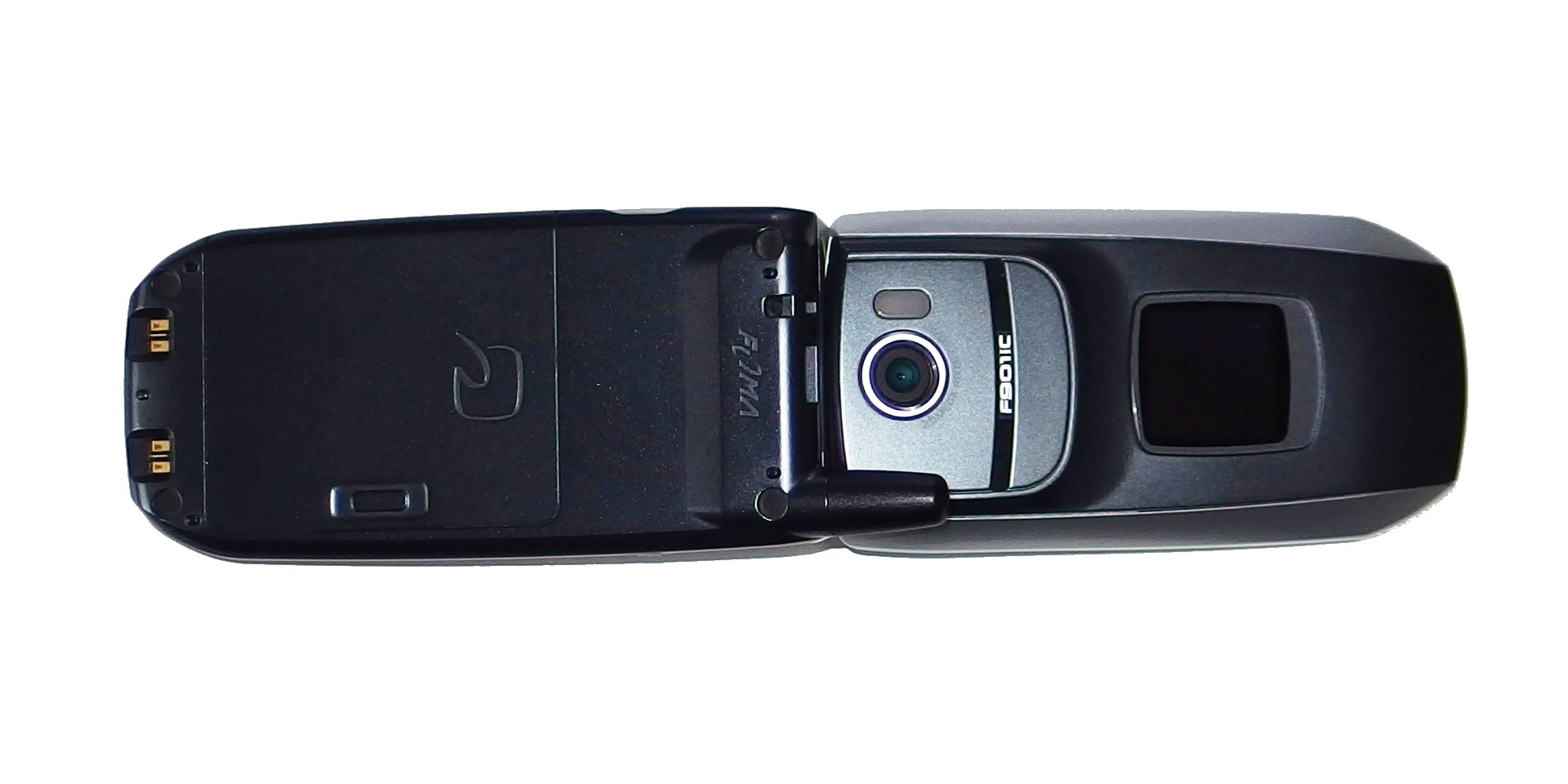
iモードFeliCaを搭載した初期の携帯電話「F901iC」（2004年12月発売）。バッテリーカバーにあるFeliCaプラットフォームマークを読み取り機器にかざして使用する。

以下は、フィーチャーフォン時代のおサイフケータイの機能（要素）名を列挙する。商標名（「おサイフケータイ」）をそのまま機能名としている通信事業者もある。
- iモードFeliCa：NTTドコモ
  - 2004年（平成16年）6月16日、日本で初めてのFelica対応携帯電話（iモードFeliCa）を発表した。当時の対応機種は「SO506iC」「P506iC」「SH506iC」「F900iC」の4機種。
- EZ FeliCa：KDDI・沖縄セルラー電話連合（各auブランド）
  - 2010年（平成22年）10月に「IS03」（CDMA SHI03）を発売すると発表。スマートフォンとしては初のおサイフケータイ対応機種となる。
- S!FeliCa(旧称Vodafone Live! Felica)：ソフトバンクのSoftBankブランド(ボーダフォン→ソフトバンクモバイル)、ディズニー・モバイル・オン・ソフトバンク
- おサイフケータイ：ソフトバンクのY!mobileブランド(ワイモバイル→ソフトバンクモバイル)
  - ウィルコムICサービス：ソフトバンク(ウィルコム→イー・アクセス→ワイモバイル→ソフトバンクモバイル)
    - 2013年（平成25年）2月21日に、フェリカネットワークスが管理する「共通領域」部分を利用したサービスを、同年3月7日より開始すると発表。同社初のLTEスマートフォンである、GL07Sが対応初号機となる。
    - 2016年6月30日、PHS端末でのサービスについては終了される。PHSと3Gとのデュアルモード端末については継続して利用可能。

  - おサイフケータイ：ソフトバンク(イー・アクセス→ワイモバイル→ソフトバンクモバイル)
    - 2018年（平成30年）1月31日を以て、旧・イー・アクセスの音声契約が停波となるため、サービス終了。ただし、EMOBILE 4G-Sは停波の対象ではないため、EM01Fは引き続き利用可能。

なおスマートフォンに搭載された機能名は、概ね、いずれの通信事業者系列の端末（あるいはMVNO端末）でも、商標名を使用している。ただし、iPhone 7以降のApple Payのように実質的に上位の機能名に吸収されているケースもある。

## 用途
おサイフの名のとおり電子マネーとして、少額、あるいは端数金額の決済が容易である電子マネーの特徴を活かし、店舗、自動販売機やインターネット通信販売での支払いの用途を中心に、乗車券・チケット・ポイント・会員証など、さまざまな用途に使われている。FeliCaチップを採用している電子マネーサービス楽天Edyや、東日本旅客鉄道の乗車カードサービスのSuicaなどが、おサイフケータイに対応している。これらの事業者にとっては以下のようなメリットがある。
- モバイルサイトを通じたネット通販での買い物を支払まで携帯電話等で完結できる（通信販売決済サービスとおサイフケータイアプリの連動による）。
- クレジットカード等から電子マネーへのチャージを携帯電話だけで完結できユーザーの手間が省ける。
- 従来はPCとFelicaリーダー、または駅の対応券売機などの利用が必要だったところ、携帯電話等を利用してチャージ金額や利用履歴などを確認できる。
- 携帯電話等のウェブサービス等と連携したポイントサービスや最新情報の提供ができるなどのメリットがある。

また、決済機能以外にも会員証機能として、家電量販店のポイントカードや各種プリペイドカード・会員証などのサービスを1台の携帯電話に一本化することができる。2015年（平成27年）12月時点で、ヨドバシカメラのポイント還元・全日本空輸のマイル還元などが対応した。
その他、電子チケットをネットワーク上からダウンロードし、おサイフケータイ対応携帯電話を「航空券やイベント入場券の代わり」にすることでチケット発行の手間を省くサービスや、複製困難な無形の鍵として、マンションの鍵に採用する事例もある。
また、カード機能とは直接関わらないが、FeliCaチップに個別に内蔵されている独自の情報を利用して、高度なセキュリティ機能を実現できることから、おサイフケータイ対応携帯電話にクレジットカードの子カードとしての機能を付帯させるサービス「eLIOオーダー」をソニーファイナンスインターナショナルが提供していたが、eLIOサービスと共に2011年（平成23年）2月28日に終了している。
この決済方法はクレジットカード番号を一切入力せず、FeliCaチップ内蔵の情報のみを使ってやりとりを完了させるため、技術的にも高セキュリティであり、ユーザーも安心感を得ることができる、と説明されている。
パソコン上でのサービスはカードリーダー／ライター「PaSoRi」を利用して行う。

## 問題点
おサイフケータイは決済機能をはじめとする複数の機能を携帯電話に一本化するプラットフォームであるが、Apple Payの決済時（エクスプレスカードを除く）のように、生体認証を義務付けているわけではないため、携帯電話を紛失・破損したり、盗難に遭った場合のリスクがある。盗難におけるリスクは従来のクレジットカードなどにもみられる問題であるが、多種の電子マネーなどが携帯電話に内蔵されることで、ユーザーは多くの手続きを自己防衛のために求められる。
おサイフケータイは携帯電話の電波が入らない場所でも各サービスの基本機能が利用できるように設計されているため、携帯電話を盗難、あるいは落とした際、携帯電話回線を停止しても携帯電話に登録されているクレジットカード・プリペイドカード・定期券などの機能は同時に停止しない。従って利用者は、自ら各サービス事業者に連絡を取り、使用停止の手続きを行わなくてはならない。なお、特にクレジットカードに対する抵抗感の根強い日本においてこれらの不安点を解消するために、電話回線やメール着信を通してFeliCaの機能をロックする機能を持つ端末も発売されており、消費者の保護をアピールしている。
紛失・盗難の際は各事業者に連絡することで利用停止ができるが、携帯本体の機能としてあらかじめ設定しておくことにより遠隔でおサイフ機能含め携帯の全ての機能をロックすることができる。また、普段はICカードロックをかけておき、使用する時だけ解除する（解除後あらかじめ設定した時間が経過すると、自動でロックがかかる機能もある）ことによって紛失・盗難の場合でも遠隔操作なしにおサイフ機能の不正利用予防が可能である。モバイルSuica・nanacoは電話でセンターに連絡することで利用停止ができ、smartplus・QUICPay・iD等のクレジットサービスの場合はセンターに連絡した日から60日遡って被害額が補償される（ただし、Google Pay iDおよびGoogle Pay QUICPayに登録したカードは、一部を除いて補償の対象外である）。
身分証明書として会員証や社員証・鍵などに用いる場合、認証を行う側からみれば、携帯電話を拾った者になりすましをされるなどのリスクも考えられる。
また、従来から提供されていた非接触ICカードサービスのプラットフォームには、カードを挿入することを前提とした設計がなされているものもあるため、従来のインフラが利用できない場合もある。入金機などにカードが挿入できないことから、おサイフケータイではオンライン上でチャージを行うことを前提としたサービスが一般的であるが、この場合、携帯電話のバッテリーが切れたり、電波の入らない場所ではチャージは行えない。
おサイフケータイのFeliCaチップは携帯電話の内部に固定されており取り外しが出来ない。SIMカードやmicroSDカードのような物理的なデータ移行はできない場合が殆どである。修理や機種変更の際にはSuica, EdyなどFeliCa内のデータを各サービス会社に預け、その完了後にデータを戻す必要がある。Edyのように個人情報やクレジットカードの再登録が必要なケースもあり手続きは煩雑であるが、キャリアによってはFelicaの一括移行サービスを行っている（移行に非対応のサービスもある）。
その他、当初のiPhone（6以前）でおサイフケータイを利用可能とするため、ドコモの『おサイフケータイ ジャケット01』などの外付けのガジェットも販売された。
ディズニー・モバイル・オン・ソフトバンクなど一部を除き、MVNOのSIMカードを利用している場合、利用が制限される場合がある（三井住友カードVisa payWave等）。

## 2024年11月時点の対応サービス
| サービス名                                               | 提供事業者                     | 業種                                                                                 | 導入日                 | 導入日         | 導入日        | 導入日         | 導入日                       | 導入日                              |
| サービス名                                               | 提供事業者                     | 業種                                                                                 | Android スマートフォン | NTTドコモ      | au            | SoftBank       | WILLCOM （現：ワイモバイル） | イー・モバイル （現：ワイモバイル） |
| -------------------------------------------------------- | ------------------------------ | ------------------------------------------------------------------------------------ | ---------------------- | -------------- | ------------- | -------------- | ---------------------------- | ----------------------------------- |
| Tebra F ID(旧 kesakaサービス)                            | 株式会社シブタニ               | 電子錠                                                                               | 対応                   | 2004年11月22日 | 対応          | 2006年5月      | －                           | －                                  |
| 楽天Edy                                                  | 楽天Edy                        | 電子マネー                                                                           | 2011年1月31日          | 2004年7月10日  | 2005年9月9日  | 2005年11月11日 | 2009年2月19日                | 2013年3月7日                        |
| JAL タッチ＆ゴーサービス                                 | 日本航空                       | 電子マネー 航空券                                                                    | 2012年9月26日          | 2005年2月15日  | 対応          | 対応           | 2009年2月19日                | －                                  |
| QUICPay（Google Pay） ※FeliCa利用のGoogle ウォレット経由 | JCB                            | クレジット紐づけ式電子マネー デビット紐づけ式電子マネー プリペイド紐づけ式電子マネー | 2018年10月09日         | －             | －            | －             | －                           | －                                  |
| iD                                                       | NTTドコモ                      | クレジット紐づけ式電子マネー デビット紐づけ式電子マネー プリペイド紐づけ式電子マネー | 2011年2月7日           | 2005年12月1日  | －            | －             | －                           | －                                  |
| モバイルSuica                                            | JR東日本                       | 乗車券、定期券 電子マネー                                                            | 2011年7月23日          | 2006年1月28日  | 2006年1月28日 | 2006年12月2日  | 2009年7月5日                 | 2013年4月6日                        |
| nanacoモバイル                                           | セブン&アイ                    | 電子マネー                                                                           | 2011年12月1日          | 2007年4月10日  | 2007年4月12日 | 2007年9月12日  | －                           | －                                  |
| モバイルWAON                                             | イオンリテール                 | 電子マネー                                                                           | 2010年11月26日         | 2007年11月5日  | 2008年3月1日  | 2008年3月1日   | －                           | 2013年3月7日                        |
| モバイルdポイントカード                                  | NTTドコモ                      | ポイント                                                                             | 2016年6月10日          | －             | －            | －             | －                           | －                                  |
| ゴールドポイントカード                                   | ゴールドポイントマーケティング | ポイント                                                                             | 対応                   | －             | －            | －             | －                           | －                                  |
| Suica（Google Pay） ※FeliCa利用のGoogle ウォレット経由   | JR東日本                       | 乗車券 電子マネー                                                                    | 2018年5月24日          | －             | －            | －             | －                           | －                                  |
| モバイルPASMO                                            | 株式会社パスモ                 | 乗車券、定期券 電子マネー                                                            | 2020年3月18日          | －             | －            | －             | －                           | －                                  |
| モバイルICOCA                                            | JR西日本                       | 乗車券、定期券 電子マネー                                                            | 2023年3月22日          | －             | －            | －             | －                           | －                                  |
| e-AMUSEMENT PASS ※Amusement IC非対応                     | コナミアミューズメント         | 会員証 電子マネー                                                                    | 対応                   | －             | －            | －             | －                           | －                                  |
| Aime ※Amusement IC非対応                                 | セガ フェイブ                  | 会員証 電子マネー                                                                    | 対応                   | －             | －            | －             | －                           | －                                  |

### 3Gフィーチャーフォンのみで提供されているサービス
| サービス名            | 提供事業者     | 業種     | 導入日        | 導入日        | 導入日        |
| サービス名            | 提供事業者     | 業種     | NTTドコモ     | au            | SoftBank      |
| --------------------- | -------------- | -------- | ------------- | ------------- | ------------- |
| トクトクポケット      | NEC            | 会員証   | 2005年4月1日  | 2005年10月    | 2006年2月15日 |
| Pococa! (ポコカ)      | ZEAD           | 会員証   | 2005年9月1日  | 2009年5月30日 | 2009年5月30日 |
| MoCoCa                | NTT-BA         | 電子錠   | 2006年3月8日  | －            | －            |
| χsmart (カイスマート) | NTTテレコン    | 電子錠   | 2006年4月1日  | －            | －            |
| au ケータイクーポン   | KDDI           | クーポン | －            | 2007年1月16日 | －            |
| ピットモット          | フェリカNW     | チケット | 2007年3月30日 | 2007年3月30日 | 2007年3月30日 |
| タッチャン            | ipoca          | クーポン | 2008年2月1日  | 2008年2月1日  | 2008年2月1日  |
| かざしてスタンプ      | ラージヒル     | ポイント | 2008年6月23日 | 2008年6月23日 | 2008年6月23日 |
| タッチスイート        | レイディーバグ | 会員証   | 2009年3月25日 | 2009年3月25日 | 2009年3月25日 |
| モバ★販               | 観光丸         | 会員証   | 2010年3月1日  | 2010年3月1日  | 2010年3月1日  |

### 終了したサービス
| サービス名                                | 提供事業者                       | 業種                              | 導入日                   | 終了日         |
| ----------------------------------------- | -------------------------------- | --------------------------------- | ------------------------ | -------------- |
| QUICPay モバイル                          | JCB                              | クレジット紐づけ式電子マネー      | 2005年4月4日             | 2024年3月31日  |
| Tポイント（おサイフケータイ）             | CCC                              | 会員証                            | 2008年10月14日           | 2024年3月28日  |
| モバイル スターバックス カード            | スターバックス コーヒー ジャパン | 電子マネー                        | 2014年3月26日            | 2024年1月31日  |
| おサイフリンク                            | フェリカNW                       | iOS向けFeliCa外部機器連携サービス | 2014年10月30日           | 2023年12月31日 |
| おサイフライフ+（旧 ラッキータッチ）      | フェリカNW                       | ポイント還元プラットフォーム      | 2015年8月4日             | 2023年9月27日  |
| FeliCaポケットモバイル                    | ソニー                           | 会員証                            | 2004年12月13日（発表日） | 2024年8月31日  |
| ローソンモバイルPonta（おサイフケータイ） | ローソン                         | 会員証                            | 2011年7月15日            | 2023年6月30日  |
| ビックポイントケータイ                    | ビックカメラ                     | ポイント                          | 2004年7月10日            | 2023年6月30日  |
| ANA SKIPサービス                          | 全日本空輸                       | 航空券                            | 2004年7月10日            | 2023年3月31日  |
| TOWNPOCKET                                | テックファーム                   | 会員証                            | 2005年8月8日             | 2006年10月5日  |
| Edyチャージアプリ                         | イーバンク銀行                   | 電子マネー                        | 2005年5月15日            | 2008年3月23日  |
| 鎌倉湘南チェック                          | デジタルチェック                 | 電子マネー                        | 2007年7月7日             | 2008年3月31日  |
| 95bus.com                                 | ウェルネット                     | 乗車券                            | 2005年12月1日            | 2008年9月25日  |
| ホークスICチケット                        | 福岡SBホークス                   | チケット                          | 2005年8月29日            | 2009年3月1日   |
| vitアプリ                                 | TOHOシネマズ                     | チケット発券                      | 2004年7月10日            | 2009年12月14日 |
| Mobile J-WAVE PASS                        | J-WAVE                           | チケット                          | 2004年7月10日            | 2010年1月31日  |
| eLIOモバイルサービス                      | ソニーファイナンス               | クレジット                        | 2004年7月10日            | 2010年7月15日  |
| club apアプリ                             | am/pm                            | 会員証                            | 2004年7月10日            | 2010年12月31日 |
| かざポン                                  | フェリカNW                       | クーポン                          | 2004年11月15日           | 2011年1月      |
| Cmode                                     | コカ・コーラ                     | 電子マネー                        | 2004年9月24日            | 2011年3月31日  |
| GEOモバイル会員証                         | ゲオ                             | 会員証                            | 2004年11月15日           | 2011年5月8日   |
| プラスモバイル for Edy-Style              | サイバード                       | 会員証                            | 2005年6月6日             | 不明           |
| ゆめピッと                                | ゆめカード                       | 会員証                            | 2005年8月25日            | 2011年5月31日  |
| セガ モバイルフレンズ                     | セガ                             | 会員証                            | 2004年7月10日            | 2012年5月31日  |
| モバイルNicoPa                            | 神姫バス                         | 乗車券                            | 2006年2月1日             | 2012年12月31日 |
| club DAM MEMBERSアプリ                    | 第一興商                         | 会員証                            | 2004年7月10日            | 2013年8月31日  |
| 置くだけ認証                              | BIGLOBE                          | PC連携                            | 2006年2月27日            | 2014年3月2日   |
| Smartplus VISA TOUCH                      | 三菱UFJニコス                    | クレジット                        | 2004年12月22日           | 2014年6月30日  |
| ぐるなびタッチ                            | ぐるなび                         | クーポン                          | 2007年9月3日             | 2014年6月30日  |
| モバイルい〜カード                        | e-カード (伊予鉄道)              | 乗車券                            | 2005年8月23日            | 2016年3月31日  |
| マツキヨポイントアプリ                    | マツモトキヨシ                   | ポイント                          | 2004年9月4日             | 2017年4月30日  |
| 楽天アプリ                                | 楽天                             | 会員証                            | 2008年7月8日             | 2018年6月28日  |
| ANAモバイルAMCアプリ                      | 全日本空輸                       | 航空券                            | 2004年7月10日            | 2018年6月30日  |
| マクドナルドトクするアプリ                | THE JV                           | クーポン                          | 2008年5月1日             | 2019年1月31日  |
| WonderGOOモバイル会員証                   | ワンダー                         | 会員証                            | 不明                     | 2019年2月28日  |
| トルカ                                    | NTTドコモ                        | クーポン                          | 2005年11月11日           | 2020年9月10日  |
| モバイル長崎スマートカード                | 長崎バス協会                     | 乗車券                            | 2005年12月12日           | 2020年9月30日  |
| ANA SKIPサービス                          | 全日本空輸                       | 航空券                            | 2004年7月10日            | 2023年3月31日  |